# Gregório José António Ferreira de Eça e Meneses
Gregório José António Ferreira de Eça e Meneses (Guimarães, 6 de junho de 1769 – 28 de dezembro de 1825), 2.º Conde de Cavaleiros, era filho de Rodrigo José António de Meneses, 1º conde do mesmo título, e sua esposa, Maria José Ferreira de Eça e Bourbon. Casou a 13 de Maio de 1800 com D. Francisca Correia de Lacerda Melo Pita Pacheco, filha herdeira do 12.º senhor da Honra de Fralães. No cargo de estribeiro-mor de D. Carlota Joaquina, acompanhou a família real ao Brasil.